# Adam Davison Smith
Adam Davison Smith ist ein kanadischer Informatiker und Kryptologe und einer der Begründer von Differential Privacy.
Adam D. Smith studierte an der McGill University mit dem Bachelor-Abschluss 1999 (wofür er die Governor General’s Medal der Faculty of Science erhielt) und am Massachusetts Institute of Technology mit dem Master-Abschluss 2001 (Multi-party quantum computation) und 2004 bei Madhu Sudan in Informatik promoviert (Maintaining Security in the Presence of Partial Information Leakage). Als Post-Doktorand war er bis 2006 am Weizmann-Institut bei Moni Naor, am MIT und an der University of California, Los Angeles. 2007 wurde er Assistant Professor, 2010 Associate Professor und 2016 Professor an der University of Pennsylvania. 2017 wurde er Professor für Informatik an der Boston University.
Er befasst sich mit Kryptologie, Daten- und Computersicherheit, Quanteninformationstheorie, Maschinenlernen und theoretischer Informatik.
2017 erhielt er den Gödel-Preis mit Cynthia Dwork, Kobbi Nissim und Frank McSherry und 2021 mit Irit Dinur, Cynthia Dwork, Frank McSherry, Avrim Blum und Kobbi Nissim den Paris-Kanellakis-Preis für ihre fundamentalen Beiträge zur Entwicklung der Differential Privacy. Er ist Ko-Autor in der grundlegenden Veröffentlichung für Differential Privacy (2006).
2008 erhielt er einen Career Award der National Science Foundation und 2009 einen Presidential Early Career Award for Scientists and Engineers (PECASE) der NSF. 2016 erhielt er mit Dwork, McSherry, Smith den Test of Time Award der Theory of Cryptography Conference (TCC) für ihre Arbeit zu Differential Privacy. 2021 wurde er Fellow der Association for Computing Machinery.

## Schriften (Auswahl)
- Yevgeniy Dodis, Rafail Ostrovsky, Leonid Reyzin, Adam Smith: Fuzzy Extractors: How to generate strong keys from Biometrics and other noisy data, Eurocrypt 2004,  LNCS 3027, Springer, S. 523–540  (dafür erhielt er 2019 den Eurocrypt Test of Time Award), Arxiv
- Cynthia Dwork, Frank McSherry, Kobbi Nissim, Adam Smith: Calibrating Noise to Sensitivity in Private Data Analysis. In: Shai Halevi, Tal Rabin (Hrsg.): Theory of Cryptography. Springer, 2006,  S. 265–284 (vorläufige Version in  Theory of Cryptography Conference (TCC) 2006,  sie erhielt 2016 den TCC Test of Time Award)[3]
- K. Nissim, S. Raskhodnikova, A. Smith: Smooth sensitivity and sampling in private data analysis, Proc. 39th annual ACM Symp. on Theory of Computing, 2007
- S. P. Kasiviswanathan, H. K. Lee, K. Nissim, S. Raskhodnikova, A. Smith: What can we learn privately ?, 49th Annual IEEE Conf. Foundations of Computer Science, 2008